# Варшавська школа економіки
Варшавська школа економіки (Вища комерційна школа) (пол. Szkoła Główna Handlowa w Warszawie, перекладається як Школа головна торгова у Варшаві; англ. SGH Warsaw School of Economics) — найбільший економічний навчальний заклад у Польщі.
Школа заснована у 1906  р. під назвою «Приватні торгові курси Августа Целінського». У соціалістичний період історії Польщі школа іменувалася «Головна школа планування та статистики» (Szkoła Główna Planowania i Statystyki).
Зараз в школі навчається понад 15 000 студентів (2014); працює близько 800 викладачів. Всі 10 навчальних корпусів школи розташовані в центрі Варшави.
Основні підрозділи школи: 5 колегіїв (світової економіки, економічного аналізу; соціоекономіки; наук про підприємство; менеджменту і фінансів).

## Виноски
1. ↑  http://bip.sgh.waw.pl/pl/Documents/OR_1_2019_zal_tekst_jednolity_statutu_SGH_LZ.pdf
2. ↑  https://web.archive.org/web/20191110180145/https://stat.gov.pl/download/gfx/portalinformacyjny/pl/defaultaktualnosci/5488/2/15/1/szkoly_wyzsze_i_ich_finanse_w_2018.pdf
3. ↑  https://eua.eu/about/member-directory.html
4. ↑  https://web.archive.org/web/20231109092552/https://coara.eu/coalition/membership/
5. ↑  http://nauka-polska.pl/#/profile/institution?id=216135
6. 1 2  Statut Szkoły Głównej Handlowej w Warszawie. [Архівовано 27 березня 2019 у Wayback Machine.] Szkoła Główna Handlowa w Warszawie.